# 貝茨維爾 (喬治亞州)
貝茨維爾（英語：Batesville）是位於美國喬治亞州哈伯沙姆縣的一個非建制地區。該地的面積和人口皆未知。

## 地理
貝茨維爾的座標為34°44′53″N 83°36′42″W / 34.74806°N 83.61167°W，而該地的平均海拔高度為516米（即1693英尺）。